# العلاقات الأفغانية الدنماركية
العلاقات الأفغانية الدنماركية هي العلاقات الثنائية التي تجمع بين أفغانستان والدنمارك.

## مقارنة بين البلدين
هذه مقارنة عامة ومرجعية للدولتين:
| وجه المقارنة                                              | أفغانستان                    | الدنمارك                                                     |
| --------------------------------------------------------- | ---------------------------- | ------------------------------------------------------------ |
| المساحة (كم2)                                             | 652.23 ألف                   | 42.92 ألف                                                    |
| عدد السكان (نسمة)                                         | 34.94 مليون                  | 5.79 مليون                                                   |
| الكثافة السكانية (ن./كم²)                                 | 53.57                        | 134.9                                                        |
| العاصمة                                                   | كابل                         | كوبنهاغن                                                     |
| اللغة الرسمية                                             | اللغة البشتوية، اللغة الدرية | اللغة الدنماركية                                             |
| العملة                                                    | أفغاني                       | كرونة دنماركية                                               |
| الناتج المحلي الإجمالي (بليون دولار)                      | 20.82 مليار                  | 324.87 مليار                                                 |
| الناتج المحلي الإجمالي (تعادل القوة الشرائية) بليون دولار | 62.62 مليار                  | 278.61 مليار                                                 |
| الناتج المحلي الإجمالي الاسمي للفرد دولار أمريكي          | 594                          | 51.99 ألف                                                    |
| الناتج المحلي الإجمالي للفرد دولار أمريكي                 | 1.93 ألف                     | 45.54 ألف                                                    |
| مؤشر التنمية البشرية                                      | 0.479                        | 0.900                                                        |
| رمز المكالمات الدولي                                      | +93                          | +45                                                          |
| رمز الإنترنت                                              | .af                          | .dk                                                          |
| المنطقة الزمنية                                           | ت ع م+04:30                  | توقيت وسط أوروبا، ت ع م+02:00، ت ع م+01:00، أوروبا/كوبنهاجن ‏ |

## منظمات دولية مشتركة
يشترك البلدان في عضوية مجموعة من المنظمات الدولية، منها:
| علم المنظمة | اسم المنظمة                               | تاريخ انضمام أفغانستان | تاريخ انضمام الدنمارك |
| ----------- | ----------------------------------------- | ---------------------- | --------------------- |
|             | وكالة ضمان الاستثمار متعدد الأطراف        | 16 يونيو 2003          | 12 أبريل 1988         |
|             | منظمة الشرطة الجنائية الدولية             | ?                      | ?                     |
|             | منظمة حظر الأسلحة الكيميائية              | ?                      | ?                     |
|             | الأمم المتحدة                             | 19 نوفمبر 1946         | 24 أكتوبر 1945        |
|             | مؤسسة التمويل الدولية                     | 23 سبتمبر 1957         | 20 يوليو 1956         |
|             | يونسكو                                    | 4 مايو 1948            | 4 نوفمبر 1946         |
|             | مؤسسة التنمية الدولية                     | 2 فبراير 1961          | 30 نوفمبر 1960        |
|             | بنك التنمية الآسيوي                       | 1966                   | 1966                  |
|             | البنك الدولي للإنشاء والتعمير             | 14 يوليو 1995          | 30 نوفمبر 1960        |
|             | المركز الدولي لتسوية المنازعات الاستشارية | 25 يوليو 1968          | 24 مايو 1968          |
|             | الاتحاد البريدي العالمي                   | ?                      | ?                     |
|             | الاتحاد الدولي للاتصالات                  | 12 أبريل 1928          | 1866                  |

## وصلات خارجية
- موقع وزارة الخارجية الأفغانية
- موقع وزارة الخارجية الدنماركية